# 兵庫県道414号田寺今在家線
兵庫県道414号田寺今在家線（ひょうごけんどう414ごう たでらいまざいけせん）は、兵庫県姫路市を通る一般県道である。

## 概要
姫路市田寺5丁目から姫路市飾磨区今在家に至る。

### 路線データ
- 起点：姫路市田寺5丁目（兵庫県道67号姫路神河線交点）
- 終点：姫路市飾磨区今在家（今在家交差点、国道250号交点）
- 総延長：7.609 km

## 路線状況

### 重複区間
- 兵庫県道5号姫路上郡線（姫路市田寺3丁目・山吹交差点 - 姫路市田寺3丁目・田寺三丁目交差点）
- 国道2号（姫路市西今宿3丁目・今宿西交差点 - 姫路市東今宿2丁目・東今宿2丁目交差点）
- 姫路市道十二所前線幹第8号線（姫路市東今宿3丁目・東今宿3丁目交差点 - 姫路市神子岡前1丁目・神子岡南交差点）

### 道路施設

#### 橋梁
- 北今在家橋（水尾川、姫路市）

## 地理

### 通過する自治体
- 姫路市

### 交差する道路
| 交差する道路                                | 交差する場所        | 交差する場所        |
| ------------------------------------------- | ------------------- | ------------------- |
| 兵庫県道67号姫路神河線                      | 田寺5丁目           | 起点                |
| 兵庫県道5号姫路上郡線 重複区間起点          | 田寺3丁目           | 山吹交差点          |
| 兵庫県道5号姫路上郡線 重複区間終点          | 田寺3丁目           | 田寺三丁目交差点    |
| 国道2号 重複区間起点                        | 西今宿3丁目         | 今宿西交差点        |
| 姫路市道十二所前線 / 幹第8号線              | 西今宿3丁目         | 今宿交差点          |
| 国道2号 重複区間終点 兵庫県道67号姫路神河線 | 東今宿2丁目         | 東今宿2丁目交差点   |
| 姫路市道十二所前線 / 幹第8号線 重複区間起点 | 東今宿3丁目         | 東今宿3丁目交差点   |
| 姫路市道十二所前線 / 幹第8号線 重複区間終点 | 神子岡前（）1丁目   | 神子岡南交差点      |
| 兵庫県道415号和久今宿線                     | 町坪                | 棚田交差点          |
| 兵庫県道418号付城細江線                     | 飾磨区今在家北1丁目 | 今在家北1丁目交差点 |
| 兵庫県道516号姫路環状線                     | 飾磨区今在家2丁目   | 御立交差点          |
| 国道250号                                   | 飾磨区今在家        | 今在家交差点 / 終点 |

### 交差する鉄道
- 姫新線
- 山陽新幹線
- 山陽本線
- 山陽電気鉄道網干線

### 沿線
- 姫路市立安室小学校
- 姫路市立高丘中学校
- 姫路市立高岡小学校
- JR西日本姫新線 播磨高岡駅
- 法輪寺（湯沢山茶くれん寺）
- 姫路市立荒川小学校
- 荒川神社
- 山陽電気鉄道網干線 西飾磨駅